# Мазхаб
Мазхаб, среща се също и мезхеб (на арабски: مذهب), е термин на арабски, който означава ислямска школа на религиозната мисъл или шариат (фикх).